# 5830 Simohiro
5830 Simohiro este un asteroid din centura principală de asteroizi.

## Descriere
5830 Simohiro este un asteroid din centura principală de asteroizi. A fost descoperit pe 9 martie 1991 la Ojima de Tsuneo Niijima și Takeshi Urata. El prezintă o orbită caracterizată de o semiaxă mare de 2,27 ua, o excentricitate de 0,20 și o înclinație de 5,3° în raport cu ecliptica.